# 長門芳郎
長門 芳郎（ながと よしろう、1950年 - ）は、日本の音楽プロデューサー、著述家、輸入レコード店店長。

## 概要
70年代初期から後期にかけ、シュガー・ベイブ、ティン・パン・アレーのマネージャーとして、コンサート及びレコード制作に携わる。70年代末からは、南青山の輸入レコード店パイド・パイパー・ハウスの店長及びオーナーを続けながら、初期ピチカート・ファイヴのマネージメントを手がけたほか、海外アーティストのコンサートを多数プロデュース（ヴァン・ダイク・パークス、ドクター・ジョン、ダン・ヒックス、ジョン・サイモン、ローラ・ニーロ、NRBQ、ハース・マルティネスほか）。80年代末からはヴィレッジ・グリーン、ドリームズヴィル・レーベルのプロデューサーとして、数多くのアルバム制作を行なっている。また70年代から現在まで、数多くの洋楽アルバム／CDのリイシュー企画監修、アート・ディレクション、ライナーノーツ執筆を行ない、その総数は1500タイトル以上となっている。
2016年7月15日、タワーレコード渋谷店5Fの特設コーナーに「PIED PIPER HOUSE in TOWER RECORDS SHIBUYA」として期間限定にて復活オープン。当初は約半年間の予定だったが、オープン後の好評を受け2017年1月12日、さらに半年間の営業期間延長が決定した。6月20日、期限を決めずに当分の間ということで、さらに営業期間の延長が発表された。
2007年2月7日に発売されたCD-BOX『Harry Hosono Crown Years 1974-1977』のDisc3で1976年5月8日に横浜市横浜中華街の中華レストラン「同發新館」に招待客を集めてディナーショー形式で行なわれた、通称「中華街ライブ」の音源が初CD化するが、当時の細野の事務所で保管された後マスターテープを長年所有して保管していた。

## プロデュース作品
※一部抜粋
- Sincerely Yours - 薬師丸ひろ子（1988年）

## 著書
- 魔法のBEAT （1995年12月01日）
- PIED PIPER DAYS パイドパイパー・デイズ 私的音楽回想録1972-1989（2016年7月15日）